# Ronde van Spanje 1936
De 2e editie van de Ronde van Spanje werd verreden in 1936 en duurde van 5 tot en met 31 mei. Het parcours liep van Madrid naar Madrid over 21 etappes en de eindoverwinning ging, evenals het jaar ervoor, naar de Belg Gustaaf Deloor.

## Verloop
Van de 51 deelnemers droegen 42 de Spaanse nationaliteit, maar toch slaagde Gustaaf Deloor er weer in om de oranje trui mee naar België te nemen. De tweede plaats op het podium werd opmerkelijk genoeg bezet door zijn broer Alfons Deloor en derde werd de Italiaan Antonio Bertola. Eerste Spanjaard werd het jonge talent Julián Berrendero op de vierde plaats.
De tweede editie van de Vuelta startte onder een zeer onrustig politiek en sociaal gesternte. De in februari 1936 verkozen Volksfront-regering, met name minister van Binnenlandse Zaken Santiago Casares Quiroga, zag dit evenement als een bindmiddel voor de nationale eenheid, maar één dag voor de start braken er rellen uit in Barcelona en tot op het laatste moment stond het doorgaan van de ronde op losse schroeven. Enkele weken na de ronde zou in Spanje alsnog de Burgeroorlog uitbreken en de volgende Vuelta vond pas weer in 1941 plaats.
Er werd een herhaling van het duel van vorig jaar verwacht tussen winnaar Gustaaf Deloor en de op tweede plaats geëindigde Spanjaard Mariano Cañardo. Een door een hond veroorzaakte massale valpartij in de 2e etappe trof echter ook Cañardo, die hoofd- en beenblessures opliep. Hij zou nog wel finishen, maar had een onoverbrugbare achterstand van 16 minuten opgelopen op etappewinnaar en nieuwe klassementsleider Gustaaf Deloor. Gustaaf Deloor zou de oranje trui niet meer afstaan en wist zijn broer Alfons aan de tweede plaats te helpen, geholpen door een totale ineenstorting van Antonio Escuriet, op dat moment tweede, op de laatste dag. België zou ook de eindoverwinning in het ploegenklassement prolongeren.

## Belgische en Nederlandse prestaties
In totaal namen er vier Belgen deel aan de Vuelta van 1936. Er waren geen Nederlandse deelnemers.

### Belgische etappezeges
- Joseph Huts won de 1e etappe.
- Gustaaf Deloor won de 2e, 4e en 6e etappe.
- Alfons Schepers won de 11e, 12e en 17e etappe.
- Alfons Deloor won de 14e etappe.

### Nederlandse etappezeges
In 1936 was er geen Nederlandse etappezege.

## Etappe-overzicht
| Etappe | Datum  | Van - naar             | Km  | Etappewinnaar     | Klassementsleider |
| ------ | ------ | ---------------------- | --- | ----------------- | ----------------- |
| 1      | 5 mei  | Madrid-Salamanca       | 210 | Joseph Huts       | Joseph Huts       |
| 2      | mei    | Salamanca-Cáceres      | 214 | Gustaaf Deloor    | Gustaaf Deloor    |
| 3      | mei    | Cáceres-Sevilla        | 270 | Vicente Carretero | Gustaaf Deloor    |
| 4      | mei    | Sevilla-Málaga         | 212 | Gustaaf Deloor    | Gustaaf Deloor    |
| 5      | mei    | Málaga-Granada         | 132 | Vicente Carretero | Gustaaf Deloor    |
| 6      | mei    | Granada-Almería        | 185 | Gustaaf Deloor    | Gustaaf Deloor    |
| 7      | mei    | Almería-Alicante       | 306 | Mariano Cañardo   | Gustaaf Deloor    |
| 8      | mei    | Alicante-Valencia      | 184 | Antonio Bertola   | Gustaaf Deloor    |
| 9      | mei    | Valencia-Tarragona     | 279 | Salvador Cardona  | Gustaaf Deloor    |
| 10     | mei    | Tarragona-Barcelona    | 139 | Vicente Carretero | Gustaaf Deloor    |
| 11     | mei    | Barcelona-Zaragoza     | 293 | Alfons Schepers   | Gustaaf Deloor    |
| 12     | mei    | Zaragoza-San Sebastian | 265 | Alfons Schepers   | Gustaaf Deloor    |
| 13     | mei    | San Sebastian-Bilbao   | 160 | Vicente Carretero | Gustaaf Deloor    |
| 14     | mei    | Bilbao-Santander       | 199 | Alfons Deloor     | Gustaaf Deloor    |
| 15     | mei    | Santander-Gijón        | 194 | Mariano Cañardo   | Gustaaf Deloor    |
| 16     | mei    | Gijón-Ribadeo          | 155 | Rafael Ramos      | Gustaaf Deloor    |
| 17     | mei    | Ribadeo-La Coruña      | 157 | Alfons Schepers   | Gustaaf Deloor    |
| 18     | mei    | La Coruña-Vigo         | 175 | Vicente Carretero | Gustaaf Deloor    |
| 19     | mei    | Vigo-Verín             | 178 | Fermín Trueba     | Gustaaf Deloor    |
| 20     | mei    | Verín-Zamora           | 207 | Antonio Bertola   | Gustaaf Deloor    |
| 21     | 31 mei | Zamora-Madrid          | 250 | Emiliano Álvarez  | Gustaaf Deloor    |

## Eindstand

### Algemeen klassement
| Plaats | Naam              | Tijd       |
| ------ | ----------------- | ---------- |
| 1      | Gustaaf Deloor    | 150u07'54" |
| 2      | Alfons Deloor     | + 11'39"   |
| 3      | Antonio Bertola   | + 17'54"   |
| 4      | Julián Berrendero | + 23'14"   |
| 5      | Antonio Escuriet  | + 28'54"   |
| 6      | Rafael Ramos      | + 49'29"   |
| 7      | Alfons Schepers   | + 58'18"   |
| 8      | Emiliano Álvarez  | + 1h05'47" |
| 9      | Fermín Trueba     | + 1h07'22" |
| 10     | Mariano Cañardo   | + 1h18'05" |

### Bergklassement
| Plaats | Naam              | Punten |
| ------ | ----------------- | ------ |
| 1      | Salvador Molina   | 78     |
| 2      | Julián Berrendero | 72     |
| 3      | Fermín Trueba     | 63     |